# Faparbari
Faparbari (nepalski: फापरबारी) – gaun wikas samiti w środkowej części Nepalu w strefie Narajani w dystrykcie Makwanpur. Według nepalskiego spisu powszechnego z 2001 roku liczył on 2656 gospodarstw domowych i 16676 mieszkańców (8249 kobiet i 8427 mężczyzn).